# Aconophora
Aconophora ist eine Gattung der Buckelzirpen, von der 13 Arten bekannt sind, die vor allem in Süd- und Mittelamerika sowie Mexiko vorkommen. Die meisten Arten kommen im nördlichen Südamerika und Mittelamerika vor, acht Arten dieser Gattung sind aus Mexiko bekannt. Eine Art, A. compressa, ist in Australien eingeschleppt, diese Art wurde außerdem (mindestens) einmal auch in den USA gefunden.

## Merkmale
Die Aconophora-Zikaden sind mittelgroß, 4,5 bis 10,5 mm lang, sie sind gelb, orange, braun, oder schwarz gefärbt, bzw. in einer Kombination dieser Farben. Das Pronotum ist fein behaart und trägt fast immer einen auffälligen, nach vorne gerichteten Fortsatz, der oft zweifarbig ist. Nach hinten hat das Pronotum einen spitzen Fortsatz sowie meist seitlich ein Paar kleine Spitzen. Die Vorderflügel sind im vorderen Teil sklerotisiert und punktiert, teilweise ist am hinteren dünnhäutigen Teil eine dunkle Makula.

## Lebensweise
Diese Zikaden treten in Gruppen auf. Die Weibchen legen ihre Eier in Gruppen (bis zu 60 Stück) an Zweige, an denen sie eine klare klebrige Substanz anbringen, die die Larven vor Feinden schützt. Während die Larven ungehindert über die klebrige Substanz gehen können, bleiben andere Insekten daran kleben. Die Weibchen bleiben bei den Larven und beschützen diese. Manche Arten sind mit Ameisen, Wespen oder Bienen vergesellschaftet.

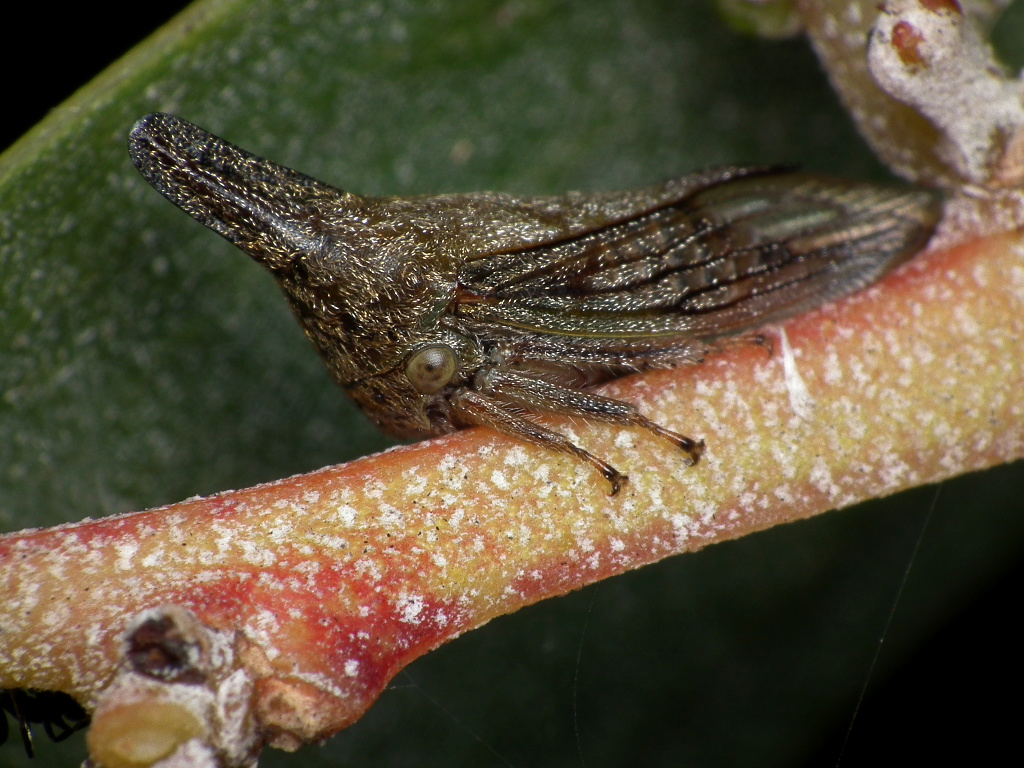
Aconophora compressa

## Biologische Schädlingsbekämpfung
Im Jahre 1995 wurde eine Art, Aconophora compressa, zur biologischen Schädlingsbekämpfung in Australien eingeführt, um die giftigen, sich ausbreitenden Wandelröschen zu bekämpfen. Sie kommt jetzt in Queensland, Brisbane und New South Wales vor. Die Zikade lebt allerdings auch auf kultivierten Pflanzen wie Papaya und Kaffee, an denen sie Schäden verursachen kann. Häufig kommt sie auch auf Citharexylum spinosum, einem Zierbaum vor.